# Гбаде
Гбаде е бог на мълниите и гръмотевиците в дахомейската митология, най-младия син на Хевиозо. Той е могъщ бог, известен със своя непостоянен и избухлив характер. Според митовете майка му му завещава гнева и Гбаде се стреми да унищожи всичко. Вярва се, че той изпраща светкавиците и гръмотевиците, след чийто тътен се чува укорният глас на майка му, която го съветва да се успокои. Вярва се и че гръмотевиците, които той изпраща, са причината за излюпването на яйцата на змиите, гущерите и крокодилите. Гбаде е представян като божество, наказващо злите хора. Според някои митове, Гбаде е пренасян на земята от гигантската змия-дъга Айда Уедо, която е получена от баща му Хевиозо.